# Francis Hallé
Pour les articles homonymes, voir Hallé.
Francis Hallé, né le 15 avril 1938 à Seine-Port (Seine-et-Marne), est un botaniste, biologiste et dendrologue français.

## Biographie
Francis Hallé est le benjamin d’une famille de sept enfants. Son père, ingénieur agronome, et sa mère, fille du peintre André Dauchez, qui « adorait les plantes » lui ont mis la passion de la botanique dans la tête.
Sous l’influence de son frère aîné, Nicolas, botaniste au Muséum d'histoire naturelle de Paris, il fait des études universitaires en biologie. Docteur en biologie, diplômé de la Sorbonne, et docteur en botanique, il est également diplômé de l’université d'Abidjan. Ancien professeur de botanique à l’université de Montpellier, il se spécialise en écologie des forêts tropicales humides, s’installant dans les régions tropicales pour en étudier les forêts primaires, d’abord, de 1960 à 1968, en Côte d'Ivoire où ses enfants sont nés, puis au Congo, au Zaïre et en Indonésie,. À partir de 1964, il se spécialise dans l’étude de l’architecture des plantes vasculaires.
C'est un fervent défenseur des forêts primaires, c’est-à-dire les forêts jamais exploitées par l’homme, qui ne représentent plus aujourd’hui que 5 à 10 % des forêts terrestres mais constituent, selon lui, plus des trois quarts des réserves de biodiversité de la planète.

« Ses convictions sont ancrées dans le sol, comme les racines de ses amis feuillus et branchus. Son amour pour les forêts primaires est infini. »

— Entretien avec Fabienne Chauvière, sur France Inter
Il collabore avec Luc Jacquet et l'association Wild-Touch pour le film Il était une forêt (2013) sur les dernières grandes forêts du monde et les dangers qui les guettent.

« Tout le monde le sait, descendre au jardin ne résout pas les problèmes de la vie quotidienne, mais les relativise et les rend plus supportables. Sigmund Freud a eu ce regret tardif  : « J’ai perdu mon temps ; la seule chose importante dans la vie, c'est le jardinage. »

— Francis Hallé, Aux origines des plantes
En 2020, Une Vie en forêt de Gilles Santantonio entraîne les spectateurs dans les pas de Francis Hallé au Gabon à l'aide de la Bulle. Le scénario est élaboré par Francis Hallé, Gil Kebaïli et Gilles Santantonio.

## Travaux
Animé du souci constant de ne pas détruire les végétaux, il a impulsé la mise au point du Radeau des cimes, un dispositif d’étude original de la canopée des forêts tropicales, dont il a dirigé les missions scientifiques de 1986 à 2003. De nombreux chercheurs de toutes disciplines et du monde entier ont séjourné sur le Radeau des cimes, et l’étude de ce biotope a permis entre autres de multiplier par dix l’évaluation de la diversité biologique, c’est-à-dire du nombre d’espèces vivant sur Terre.
Il constate que notre connaissance des plantes est encore considérablement imparfaite, la formation des biologistes se faisant toujours principalement sur l'homme et sur l'animal et restant de ce fait zoocentrée.

### Éloge de la plante
Dans son livre Éloge de la plante, il soutient que les végétaux et l'espèce humaine ne sont en rien comparables. Les végétaux sont apparus bien avant les hommes et les animaux en général et ils leur survivront certainement. En effet, tous les animaux (dont les humains) ont besoin des végétaux pour vivre (alimentation, énergie, vêtements, habitat, etc.) alors que la majorité des végétaux est capable de vivre en totale autonomie et pourrait ainsi très bien se passer de la plupart des animaux — hormis la pollinisation par les insectes et les oiseaux, relativement mineure pour les arbres.

En combinant ses capacités d’observation à une profonde empathie avec le végétal, il tire l’essentiel de ses découvertes de notions basiques :

« Je voudrais exprimer ma conviction que la connaissance de la forme – d’un objet, d’une plante, d’un animal – donne accès à beaucoup plus d’informations essentielles qu’une investigation analytique dans un domaine quantifiable quel qu’il soit. »

À partir d’un exposé comparant dans les premiers chapitres la géométrie tridimensionnelle, propre aux formes animales en mouvement, à ce qui relèverait d’une géométrie du plan, bidimensionnelle et propre aux végétaux, statiques, Francis Hallé dégage la notion de « surface d’échanges biologiques ». D’où il ressort que, une fois déployée et mise en rapport avec la masse de l’animal, la proportion de cette « surface d’échanges » est toujours considérablement plus étendue chez les végétaux : « Au niveau fondamental de l’appropriation de l’énergie, la surface externe – assimilatrice – de la plante équivaut à la surface interne – digestive – de l’animal ».
Francis Hallé aborde ensuite ce qui apparaît comme corollaire logique à cette science des formes : l’architecture des plantes.

### Plaidoyer pour l'arbre
Dans son livre Plaidoyer pour l’arbre, paru en 2005, Francis Hallé « souhaite porter à la connaissance du grand public les découvertes récentes autour de ce patrimoine commun à toute l’humanité ». Il affirme tout d'abord la difficulté de définir l'arbre. À l'aide d'exemples, il montre que la hauteur au-dessus du sol, le caractère ligneux de la plante, la présence de branches ne sont pas des caractéristiques que l'on peut conférer dans l'absolu aux arbres.
Reprenant la notion essentielle, à la fois quantitative et qualitative, de « surface d’échange », F. Hallé va expliquer comment les arbres « dépolluent », car leur écorce et leurs feuilles « nettoient » littéralement l’atmosphère en fixant le carbone.

« L’abattage d’un Ramin, d’une Angélique ou d’un Moabi réduit les surfaces d’échanges biologiques de la planète de 200 hectares ; rien d’étonnant que le climat s’en ressente, surtout si le chantier abat quatre-vingts arbres dans sa journée. Bien entendu, aucun être vivant n’approche, même de très loin, les surfaces d’échange d’un grand arbre. »

Il estime alors logique de supposer en outre que la fixation de carbone est d’autant plus efficace que les arbres sont plus âgés, donc plus volumineux, donc porteurs de « surfaces d’échanges biologiques » plus importantes. Or, cette hypothèse a été effectivement confirmée par une étude récente portant sur « 403 espèces tropicales et tempérées ».
C’est à partir de ce qui était déjà sa conviction depuis le Radeau des cimes que Francis Hallé réitère en 2011 son Plaidoyer pour l’arbre, en explicitant à l’intention des élus et de tous les décideurs en matière d’aménagement du territoire :

« Dix jeunes arbres ne remplacent pas un vieux : un quart de siècle au moins sera nécessaire avant que la dépollution atmosphérique ne retrouve son niveau initial ; en attendant, toute une génération de jeunes urbains va devoir vivre sous un “ciel de pétrole“. »

Après s'être intéressé aux secrets de l'arbre, Francis Hallé présente tout ce que l'arbre apporte à l'homme et trace le portrait d'espèces remarquables comme le durian, l'eucalyptus ou l'hévéa.

#### Architecture végétale
Francis Hallé est un des précurseurs de l'« architecture des plantes ». Sa capacité d'observation lui permet de reconnaître dans les végétaux des structures qui sont une constante pour chaque espèce : quelle que soit la variabilité de son environnement, une plante donnée reproduit toujours la même architecture. Il dénombre vingt-quatre modèles différents pour l'ensemble des espèces d'arbres qu'il a étudiées. Cette classification est basée sur très peu de critères : la verticalité ou l'horizontalité des branches, le mode de croissance des tiges, la disposition de l'inflorescence,.

#### Coloniarité
Il soutient l'hypothèse de l'arbre coloniaire à partir d'observations et expériences réalisées par Roelof A. A. Oldeman et poursuivies par lui-même. La majorité des arbres ne seraient pas des individus simples mais appartiendraient à une colonie. Il considère les bourgeons comme des individus reliés entre eux à la façon des polypes sur un récif corallien. La réitération, ou capacité à se multiplier végétativement, prouve la divisibilité de l'arbre, phénomène qui se traduit par la production de rejets, spontanés ou traumatiques. Or l'individu par définition n'est pas divisible. De plus, Francis Hallé s'étonne d'observer sur certains arbres des racines au sein même des unités réitérées, c'est-à-dire des racines au sein même des branches.

#### Variabilité génétique au sein d'un même arbre
Darlyne Murawski et Francis Hallé ont aussi remarqué en zone tropicale qu'un même arbre pouvait posséder plusieurs génotypes :

« Le Saint-Martin Jaune contenait plusieurs génotypes sensiblement différents, qui n'étaient pas distribués au hasard dans la cime, mais caractérisaient plutôt des groupes de branches maîtresses. »

Un tel phénomène de polymorphisme génétique présent non pas à l'échelle d'une population, mais à celle d'un individu, avait déjà été rapporté dix ans plus tôt à propos d'ADN chloroplastique d'hybrides sauvages de deux pins nord américains (Pinus banksiana et Pinus contorta) lors d'une étude génétique ayant porté sur six arbres : chez quatre de ces six arbres le génome chloroplastique différait selon les groupes de branches étudiées (dans le même arbre) ; dans ce cas, les auteurs avaient attribué ce qu'ils pensaient être une anomalie à une mutation somatique ou à un « trait biparental occasionnel » ; leur conclusion était : « On ne sait pas si les variations dans ces sujets sont dues à une mutation somatique ou à un trait biparental occasionnel hérité dans l'ADN des chloroplastes. Toutefois, les données recueillies indiquent que les variations décelées dans les sujets individuels peuvent constituer une source importante de variabilité génétique dans diverses régions sympatriques des arbres forestiers,. »

#### Timidité des arbres
Francis Hallé parle de la « timidité » de certains arbres (fagacées, pins), un phénomène tout à fait étonnant : les branches ou les racines de certains arbres voisins ne s’entremêlent point, mais décrivent ce qu’il appelle une « fente de timidité ».

« Certains arbres de la même espèce, poussant côte à côte, déclenchent un mécanisme qui permet d’éviter que leurs cimes ne se touchent, laissant entre elles une “fente de timidité” d’environ 1 mètre de large. La canopée prend alors l’allure d’un puzzle. »

On peut observer une fente de timidité entre différents arbres de la même espèce, peut-être liée à des échanges de gaz, la question inévitable en biologie restant : quel avantage sélectif cela apporte-t-il à l’arbre ?

## Défenseur des végétaux
Francis Hallé ne manque jamais d’insister sur le caractère inappréciable, fragile et irremplaçable des bienfaits que les végétaux apportent aux humains.
À commencer par les bénéfices psychologiques et environnementaux, incontestables même s’ils sont difficiles à mesurer, pouvant résulter de la présence des arbres.

« À Chicago, une ville qui continue d’évoquer les trafics de drogue et les meurtres perpétrés par la mafia, les rapports d’agressions fournis par la police ont été croisés avec les (rares) espaces verts par des chercheurs de l’université de l’Illinois ; les résultats sont à l’honneur des arbres : plus ils sont nombreux et moins on compte d’agressions.
L’arbre, un « outil précieux entre les mains de l’urbaniste », disait Le Corbusier. »

Il s’insurge contre les coupes drastiques auxquelles sont souvent soumis les arbres en ville :

« Respecter les arbres, c’est s’interdire de les soumettre à des tailles ou à des élagages sévères qui les laissent marqués par des plaies de grands diamètres et qui, de ce fait, les vouent à la maladie, ou même à la mort. »

Loin de relever de l’antique art topiaire, ces coupes lui semblent obéir à de tout autres motivations :

« Et d’où vient cette idée selon laquelle l’élagage serait salutaire à la santé de l’arbre ? De la nécessité de motiver les agents municipaux lorsqu’on leur fait tailler les arbres en hiver, juste pour éviter qu’ils ne fassent rien à une époque où les plantes se reposent et ne demandent qu’une chose : qu’on les laisse tranquilles. »

De même qu’il dénonce les raisons fallacieuses invoquées pour abattre les arbres d’alignement qui bordent les routes nationales : « C’est clair : sans arbres, on ne se tue plus contre les arbres. Mais se tue-t-on moins sur les routes après abattage des arbres ? La réponse est non. »
Il sait trouver les exemples les plus originaux pour rappeler comment les végétaux restent des modèles d’inventivité technique, conjuguant formes et couleurs, esthétique et géométrie.

« Chez beaucoup de fleurs qui admettent un seul plan de symétrie et qui ressemblent à des visages – pélargonium, commeline, orchis, sauge ou pensée – des bandes colorées ou des lignes de points balisent le trajet du pollinisateur vers les étamines et les glandes à nectar ; cela évoque les marques lumineuses qui guident, dans les aéroports, les atterrissages nocturnes. »

Le travail scientifique de Francis Hallé pourrait renverser bien des dogmes actuels : la plante dominerait-elle les animaux (parmi eux les hommes) ? L'arbre serait-il une colonie donc un ensemble d'entités fonctionnant de concert ? Que serait l'homme sans les arbres ? Que peut-on lui devoir ?

### Défenseur de la forêt primaire
Francis Hallé considère qu'une forêt secondaire a besoin de sept siècles pour revenir à l'état « primaire » et dénonce le désastre écologique que constitue la déforestation abusive pratiquée par les grands groupes industriels, dont on peut déjà voir les conséquences dans des pays tels qu'Haïti, le Nigeria, Madagascar ou la Malaisie.

Il fait remarquer que les populations forestières des forêts primaires n'ont jamais changé le caractère primaire de celles-ci, et que la déforestation peut être assimilée à un génocide car sans ces forêts ces populations sont perdues. Les végétaux, en effet, ne bénéficient même pas des quelques mesures de sauvegarde prévues pour les animaux : 

« Au début des années 1990, EDF met en eau le barrage de Petit-Saut, en Guyane française. Dans la forêt qui va mourir, les scientifiques s’activent, organisent le sauvetage de quelques animaux – singes, tortues, paresseux, tatous – qui étaient pratiquement tous capables de se sauver par eux-mêmes à la nage. Aucun arbre, aucune liane ne bénéficie de mesure de sauvegarde, alors qu’ils ne savent pas nager et que l’inondation les voue inéluctablement à la mort. »

En plus de cette négligence lamentable, les conséquences de « la submersion d’un territoire de forêt vierge de 365 km2 (plus de trois fois la surface de Paris) »  continuent de se faire sentir vingt ans plus tard. « Aujourd’hui, la décomposition de la biomasse dans ces eaux pose de gros problèmes environnementaux.»
En termes d’effondrement de la biodiversité, Francis Hallé rappelle enfin que les forêts primaires contiennent 75 % de la biodiversité mondiale et que d'ici 2020, celles des tropiques auront disparu.
En 2019, il lance le projet faire renaître une forêt primaire en France sur un territoire à définir de 60 000 à 70 000 hectares. Actuellement la forêt de Białowieża est la seule forêt primaire en Europe. Elle occupe 5 000 ha sur le total de 200 000 ha de la forêt. Elle a été classée réserve de la Biosphère par l'UNESCO en 2014. L’association pour la forêt primaire en Europe de l’Ouest destinée à recueillir des soutiens pour le projet a vu le jour en mars 2019. Elle gère un site internet destiné à expliquer les objectifs du projet et à suivre son état d'avancement. Le projet entre dans les objectifs du « Pacte vert » européen qui vise à instaurer la protection de 30 % des terres d'ici à 2030. L'objectif du botaniste est de trouver un espace de 70 000 ha de forêt secondaire sur au moins deux pays. Les dernières recherches portent sur les Ardennes (France-Belgique), la forêt du Risoux (France-Suisse), les Vosges.
« Pour ce projet il y a peu de chose à faire, car il s'agit de laisser la nature faire. J'imagine une forêt de forme assez compacte et circulaire, traversée par un fleuve car les espaces alluviaux apportent d'autres formes de diversité. »[réf. nécessaire]

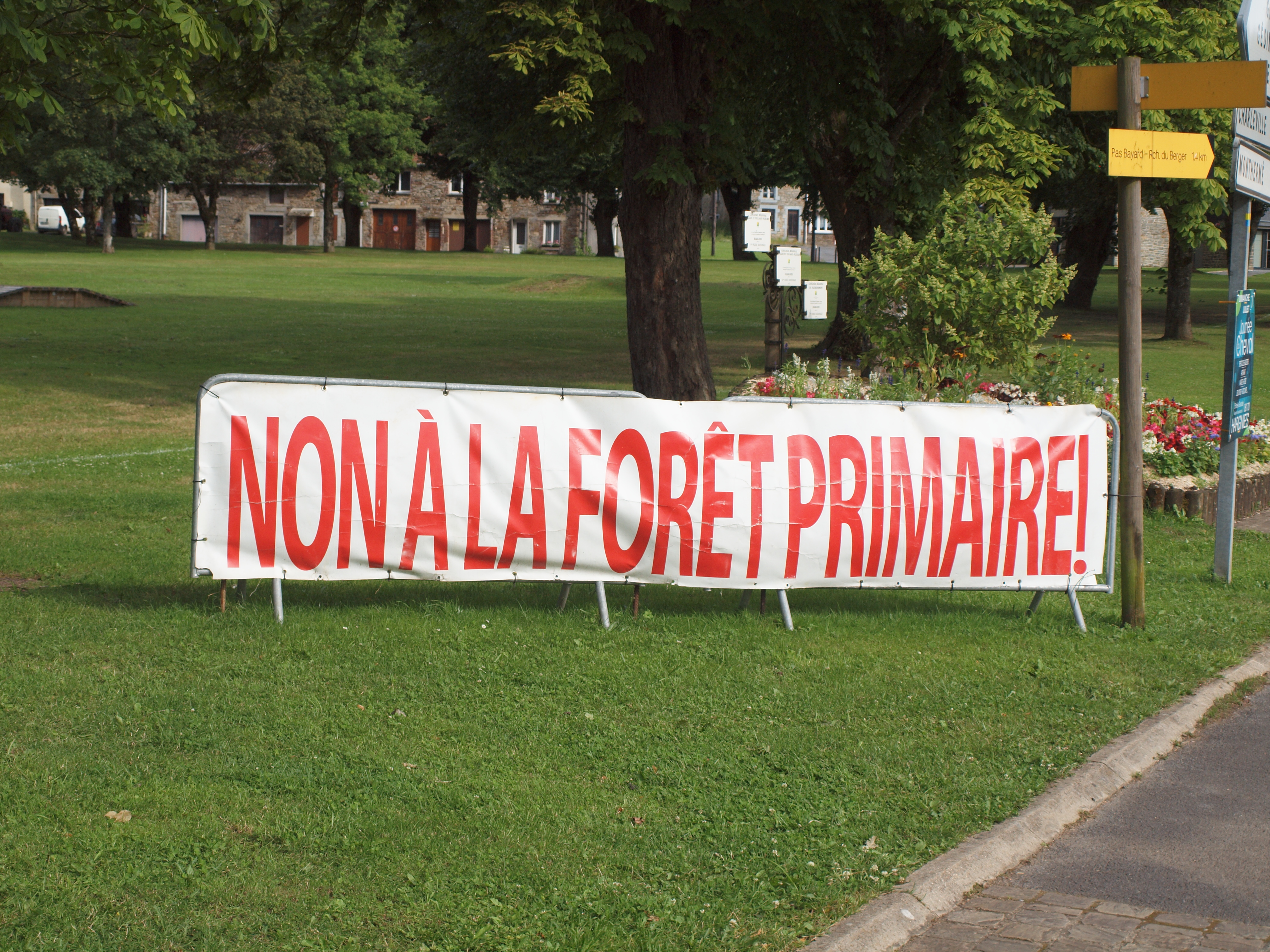
Banderole contre le projet de forêt primaire dans les Ardennes.

Certains élus locaux ardennais manifestent une opposition au projet depuis la fin d'année 2022. Le 2 février 2023, le comité syndical du parc naturel régional des Ardennes a voté une motion contre la création d’une telle forêt primaire au sein du parc.

## Œuvre graphique
Francis Hallé illustre lui-même la plupart de ses ouvrages : Le Radeau des cimes, Plaidoyer pour la plante, Plaidoyer pour l’arbre… Dans un style proche de la ligne claire, ses schémas à la fois gracieux et explicatifs comportent souvent une dose d’humour qui facilite la compréhension.
Tout au long de ses pérégrinations, durant plus d'un demi siècle, Francis Hallé a pris soin de réaliser dans ses carnets une multitude de croquis des spécimens étudiés. C'est ainsi plus de 24 000 pages de croquis dessinés de sa main que le botaniste lègue à la postérité. En 2018, une partie de cette œuvre fait l'objet d'une exposition au jardin botanique de Montréal.

## Publications
- Un monde sans hiver : les tropiques : nature et sociétés, Le Seuil, 1993
- Éloge de la plante : pour une nouvelle biologie, Le Seuil, 1999  (ISBN 978-2-02-068498-9)
- Le Radeau des cimes : l’exploration des canopées forestières avec Dany Cleyet-Marrel et Gilles Ebersolt, Lattès, 2000

prix André Soubiran (Medec 2001)
- Essai sur l’architecture et la dynamique de croissance des arbres tropicaux, avec Oldeman, Masson, 2002
- Architecture des plantes, 2004
- Plaidoyer pour l’arbre, Actes Sud, 2005  (ISBN 978-2-7427-5712-1)

prix « Homme et botanique »
- Aux origines des plantes, tomes 1 & 2, Fayard, 2008  (ISBN 978-2-213-62836-3 et 978-2-213-63050-2)
- La Condition tropicale : une histoire naturelle, économique et sociale des basses latitudes, Actes Sud, 2010  (ISBN 978-2-7427-8840-8)
- La Vie des arbres, Bayard, 2011
- Du bon usage des arbres, Actes Sud, 2011
- Illustrations botaniques du dictionnaire Les mots de la botanique, Actes Sud, 2011  (ISBN 978-2-7427-9890-2)
- Un jardin après la pluie, Armand Colin, 2013
- Plaidoyer pour la forêt tropicale, Actes Sud, 2014  (ISBN 978-2-330-02146-7)
- 50 ans d’explorations et d’études scientifiques de la forêt tropicale, MUSEO Éditions, 2016

prix de la Nuit du Livre (catégorie Livres responsables 2017)
- Atlas de botanique poétique, Arthaud, 2016
- 50 ans d’observations dans les jardins botaniques du monde, MUSEO Éditions, 2016
- 30 ans d’exploration des canopées forestières tropicales, MUSEO Éditions, 2017
- avec Patrick Scheyder et Allain Bougrain Dubourg, Léonard de Vinci et la nature, Ouest-France, 2019  (ISBN 978-2-7373-8202-4)
- Le Radeau des cimes. Trente années d’exploration des canopées forestières équatoriales avec Dany Cleyet-Marrel, Gilles Ebersolt et Olivier Pascal, Actes Sud, 2021  (ISBN 978-2-330-15515-5)
- L’Étonnante Vie des plantes, Francis Hallé et Rozenn Torquebiau, Actes Sud junior, 2021  (ISBN 9782330147198)
- La beauté du vivant, Actes Sud, 2024  (ISBN 978-2-330-19673-8)
- Le génie de la forêt, Francis Hallé et Vincent Zabus (scénario) et Nicoby (dessin), Albin Michel bandes dessinées, 2025  (ISBN 978-2-226-49490-0)

## Distinctions
- Fête des jardiniers de Lude 2006 : prix P.-J.-Redouté pour l'ouvrage Plaidoyer pour l'arbre
- Prix Jacques-de-Fouchier de l’Académie française 2011 pour Essais de botaniste
- Fête des jardiniers de Lude 2014 : prix P.-J.-Redouté et prix du public pour l'ouvrage Il était une forêt publié en parallèle du film avec Luc Jacquet[35]

## Hommages
Francis Hallé est représenté sous les traits du professeur Richard Frawley dans la bande dessinée The End publiée en 2018 par Zep. Il fait partie des experts consultés par le dessinateur.

## Médias
- Il apparaît dans un reportage de l'émission Aux arbres citoyens, prime-time imaginé par Cyril Dion et diffusé sur France 2 en novembre 2022, qui permet de récolter 1,8 million d'euros de dons, pour la lutte contre le dérèglement climatique et le maintien de la biodiversité[36],[37],[38].